# Паффрат, Кевин
Кевин Паффрат (англ. Kevin Paffrath; родился в 1992) — американский блогер и финансовый аналитик, политик, кандидат в губернаторы Калифорнии от Демократической партии.

## Биография
Кевин Паффрат начал свою карьеру в качестве брокера, уча людей правильно делать вложения в недвижимость. К 2018 году он сколотил достаточно большое состояние, чтобы сосредоточиться на ведении блога, в котором рассказывает о политике, криптоэкономике и процентных ставках. К 2021 году Паффрат набрал 1,7 миллиона подписчиков на YouTube и 150 тысяч в Twitter. Он заявил о своих политических амбициях: Паффрат захотел стать губернатором штата Калифорния, рассчитывая на этом посту оперативно решить проблему бездомных, создать систему подземных туннелей для улучшения ситуации в сфере транспорта, легализовать в штате азартные игры, проложить трубопровод от Миссисипи для борьбы с засухами. В случае отставки в 2021 году губернатора-демократа Гэвина Ньюсома Паффрат стал бы одним из девяти кандидатов от Демократической партии, причём, по данным опроса от Survey USA, у него был самый высокий рейтинг (27 %).
В августе 2021 года CNBC сообщил, что Паффрат заработал на YouTube около 10 миллионов долларов за последние 12 месяцев. В ноябре 2022 года, после краха криптовалютной биржи FTX, Паффрат опубликовал видео с извинениями, в котором утверждал, что ему платили 2500 долларов за каждое упоминание FTX. 29 ноября того же года он запустил проект The Meet Kevin Pricing Power ETF.